# Kruk mały
Kruk mały (Corvus mellori) – gatunek dużego ptaka z rodziny krukowatych (Corvidae), endemiczny dla obszaru południowo-wschodniej Australii.
Całe upierzenie ciała jest czarne, podobnie jak dziób i nogi. Tęczówki oczu są białe, podobnie jak u innych przedstawicieli rodzaju Corvus zamieszkujących Australię i niektórych gatunków żyjących na wyspach wysuniętych bardziej na północ.

## Systematyka
Kruk mały został po raz pierwszy opisany przez Mathewsa w 1912 roku jako podgatunek kruka australijskiego (C. coronoides; wówczas pod nazwą C. marianae). Dopiero w 1967 roku ornitolodzy zgodzili się na wydzielenie go do osobnego gatunku. Nie wyróżnia się podgatunków.

## Charakterystyka
Wyróżnia się parę różnic pomiędzy tymi dwoma podobnymi gatunkami: kruk mały jest zwykle nieco mniejszy niż australijski – ma 48–50 cm długości (niektóre osobniki mogą mieć jednak tę samą wielkość). Dziób ma nieco mniejszy i bardziej zakrzywiony. Jego zawołania są krótsze, a w trakcie wydawania dźwięków wybrzuszenie tworzone na gardle jest mniejsze. Po porównaniu okazuje się, że kruk mały jest bardziej towarzyskim ptakiem, często tworzy duże stada, które swobodnie (bezkierunkowo) wędrują nad rozległymi terenami w poszukiwaniu pożywienia. Zasięg występowania kruka małego pokrywa się z areałem kruka australijskiego, ale to terytoria tego drugiego sięgają dalej i są rozleglejsze.

## Występowanie
Areał kruka małego sięga południowo-wschodniej Australii od południowych części Australii Południowej i Wiktorii po Nową Południową Walię. Widywany też na Wyspie Kangura i wyspie King.
Żyje w obrębie scrubu (roślinnej formacji australijskich zarośli), upraw rolnych, pastwisk, łąk, terenów zalesionych, wybrzeży i przedmieść. 
Nie spotyka się kruka małego w zachodnim Gippslandzie, gdzie lokalne biotopy są zdominowane przez kruka tasmańskiego.

## Zachowanie

### Pożywienie
Kruk mały bardziej preferuje roślinną dietę niż C. coronoides i żeruje przeważnie na ziemi. Prawdopodobnie jest jednak wszystkożercą w podobnym zakresie co inni przedstawiciele rodzaju Corvus, gdy nadarzy się taka okazja.

### Gniazdowanie
Kruki małe gnieżdżą się często w luźnych koloniach liczących do 50 par lęgowych, z gniazdami oddalonymi od siebie co parę metrów. Wielokrotnie donoszono o posiadaniu przez nie paru gniazd znajdujących się w obrębie terytorium lęgowego pojedynczego kruka australijskiego. Prawdopodobnie wynika to z różnych preferencji żywieniowych, a nie z zagrożenia wynikającego z utraty źródeł jedzenia.
Gniazdo ma kształt cienkiego kielicha zbudowanego z gałęzi i warstwy kory, trawy oraz wełny tworzących grubą podkładkę. Lęgowiska ulokowane są zwykle nisko nad ziemią (poniżej 10 metrów), często na rozwidlonych gałęziach w zewnętrznej części koron drzew. 

Osobniki młodociane mają brązowe oczy aż do 3 roku życia, kolor tęczówki zmienia się na biały.

### Głos
Wydaje szorstkie, gardłowe kar-kar-kar-kar lub ark-ark-ark-ark. Wykonuje również przy każdej zwrotce szybkie trzepnięcie skrzydłami w górę.

## Status
W Czerwonej księdze gatunków zagrożonych IUCN kruk mały klasyfikowany jest jako gatunek najmniejszej troski (LC, Least Concern). Liczebność populacji nie została oszacowana, ale ptak ten opisywany jest jako pospolity, a lokalnie bardzo liczny. Gatunek ten może czerpać korzyści ze zmian w środowisku spowodowanych działalnością człowieka, dlatego BirdLife International ocenia trend liczebności populacji jako prawdopodobnie wzrostowy.